# Monastère de Planinica
Le monastère de Planinica (en serbe cyrillique : Манастир Планиница ; en serbe latin : Manastir Planinica) est un monastère orthodoxe serbe situé à Planinica, dans le district de Pirot et dans la municipalité de Pirot en Serbie. Il est inscrit sur la liste des monuments culturels protégés de la république de Serbie (identifiant no SK 297),.
Le monastère et son église sont dédiés à saint Nicolas,.

## Présentation
Le monastère se trouve à proximité de la frontière entre la Bulgarie et la Serbie, sur la rive droite de la rivière Jerma.
Une inscription au-dessus du portail d'entrée de l'église indique que l'édifice a été orné de fresques en 1606. 
L'ancien monastère et son église ont été partiellement détruits à la fin du XVIIIe siècle. Jusqu'en 1948, l'église du monastère a servi d'église paroissiale ; cette année-là, l'évêque de l'éparchie de Niš Jovan Ilić l'a rendue à sa vocation monastique en tant que métoque du monastère de Poganovo.
Les fresques de l'église, conservées en grande partie, constituent l'un des chefs-d'œuvre de la peinture du XVIIe siècle. On croit que les fresques sont l'œuvre de St. Pimen Zografski de Sofia et de ses étudiants, qui ont travaillé à la fin du XVIe et au début du  XVIIe siècle.
En plus de l'église, l'ensemble monastique comprend un petit konak et des bâtiments qui servent à l'intendance des biens du monastère.